# Лотта Б'єрре Кнудсен
Лотте Б'єрре Кнудсен (дан. Lotte Bjerre Knudsen; народилася 10 березня 1964 року) — данська учена і професорка університету. Вона керувала розробкою ліраглутиду та контролювала процес створення семаглутіду двох відомих препаратів, схвалених для показань у лікуванні цукрового діабету та ожиріння.

## Ранні роки та освіта
Спочатку Кнудсен вивчала хімічну інженерію в Технічному університеті Данії, та 2014 року отримала ступінь доктора наук з медицини (DMSc) в Копенгагенському університеті.

## Кар'єра
1989 року Кнудсен почала працювати вченою у фармацевтичній компанії Novo Nordisk у Данії. Станом на грудень 2015 року її називали науковою віце-президенткою із глобальних досліджень компанії Novo-Nordisk. З 2015 по 2020 року вона працювала допоміжною викладачкою Орхуського університету як професорка трансляційної медицини.
Кнудсен працювала головною науковою консультанткою з досліджень і ранніх розробок у Novo Nordisk.

## Внески
Ще будучи студенткою, Кнудсен працювала в компанії Novo Nordisk, спочатку працюючи над ферментами для пральних порошків. Разом зі своїм однокурсником Шамканом Паткаром вона відкрила фермент, здатний видаляти мікроскопічні нитки бавовни, які накопичуються на одязі від багаторазового носіння.
Після цього проекту Кнудсен приєдналася до дослідницької групи компанії Novo Nordisk на повний робочий день, метою якої було ошук нових методів лікування діабету через розробку ліків з малими молекулами, спрямованих на певні метаболічні шляхи. Один проект стосувався глюкагоноподібного пептиду-1 (GLP-1), гормону, який стимулює вироблення інсуліну, але має короткий період напіввиведення в організмі в хвилини.
GLP-1 раніше ідентифікували такі дослідники, як Єнс Юул Хольст із Данії, який приєднався до Novo Nordisk як консультант, та Джоел Хабенер, Деніел Дж. Друкер і Світлана Мойсов в Массачусетській лікарні загального профілю. Команда Кнудсена перевірила численні хімічні сполуки, щоб визначити, чи можуть вони зв'язуватися з рецептором GLP-1 у достатній мірі, щоб стимулювати секрецію інсуліну.
Згодом вони розробили нову сполуку,  яку назвали ліраглутидом, яка є агоністом рецептора GLP-1. Це хімічний аналог GLP-1 із жирною кислотою та спейсером. Ці модифікації збільшують його здатність розчинятися у воді та зв'язуватися з альбуміном, що збільшує його біодоступність — час його життя в крові, а отже, тривалість його дії в організмі. 2010 року ліраглутід був схвалений для лікування діабету під торговою маркою Victoza в Сполучених Штатах.
Команда Кнудсена, зокрема Джеспер Лау та Томас Круз, потім працювала над тим, що стало семаглутідом, який мав більшу стабільність і спорідненість з альбуміном, подовжуючи тривалість його дії до препарату, який приймають один раз на тиждень.
2017 року семаглутід був схвалений у Сполучених Штатах під торговою маркою Ozempic як засіб для лікування діабету 2 типу і в червні 2021 року під торговою маркою Wegovy як перший засіб для ін'єкцій (2,4 мг один раз на тиждень), для постійного контролю ваги.

## Вплив
Мартін Мюллер і Олександр Прекер, пишучи для Der Spiegel у січні 2024 року, назвали відкриття Кнудсен у винаході ін'єкцій семаглутиду для схуднення «революційним», оскільки «препарат Wegovy… [змінив] світ» і зробив Novo Nordisk «найдорожчою компанією Європи, [ціннішою], ніж Daimler, Bayer, Lufthansa та BMW разом узяті».

## Почесті та визнання
У 2023 році Кнудсен отримала медаль Пауля Лангерганса від Німецького діабетичного товариства за роботу над розробкою ліраглутіду. У жовтні 2023 року вона здобула нагороду STAT Biomedical Innovation, а 2024-го — нагороду Мані Л. Бхауміка за прорив року. 2024 року вона також отримала нагороду Ласкера в галузі клінічних досліджень та нагороду «Золота пластина» Американської академії досягнень, яку вручив член Ради з нагород Роберт С. Лангер.

## Подальше читання
- Underwood, C.R.; Garibay, P.; Knudsen, L.B.; Peters, G.H.; Rudolph, R. & Reedtz-Runge, S. (January 2010). Crystal Structure of Glucagon-like Peptide-1 in Complex with the Extracellular Domain of the Glucagon-like Peptide-1 Receptor. J. Biol. Chem. 285 (1): 723—730. doi:10.1074/jbc.M109.033829. PMC 2804221. PMID 19861722. Процитовано 13 травня 2024.
- Nielsen, Malene Løvig (18 грудня 2015). Pharmaceutical Researcher is New Honorary Professor at Health. AU.dk. Процитовано 13 травня 2024. Лотта Б'єрре Кнудсен з Novo Nordisk - новий почесний професор кафедри охорони здоров'я Орхуського університету. Вона є авторкою відкриття ліраглутіду, нового класу препаратів Novo Nordisk, які використовуються для лікування діабету 2 типу та ожиріння.